# Octobre 1784

## Événements
- L'escadre vénitienne de l'amiral Angelo Emo bombarde Sousse[1].

- 8 octobre : guerre de la Marmite. Le Louis, un navire envoyé par l'empereur Joseph II, qui demande de rouvrir l'Escaut au trafic international, est mitraillé sans dommage au Fort Lillo par les Néerlandais. Joseph II menace d'envahir la Hollande et provoque une nouvelle crise européenne en exigeant l'ouverture de l'Escaut à la navigation, réglé à Fontainebleau avec la médiation de la France le 8 novembre 1785[2].

- 14 octobre : le stadhouder Guillaume V doit se séparer de son conseiller Louis-Ernest de Brunswick-Wolfenbüttel, conseiller secret et maréchal de l’armée néerlandaise[3].

- 22 octobre : traité de Fort Stanwix, signé au Fort Stanwix, situé dans l'actuel Rome (New York), entre les États-Unis et les Natifs américains[4]. Le traité servit de traité de paix entre les Iroquois et les Américains, puisque les Indiens avaient été ignorés dans le Traité de Paris. Dans ce traité la Confédération des Iroquois cède toutes demandes sur le territoire de l'Ohio, une bande de terre le long du fleuve Niagara, et de toute terres à l'ouest de l'embouchure du Buffalo. En Pennsylvanie la terre acquise dans ce traité est connue comme " Last Purchase " . Cependant une grande partie des tribus indiennes n'acceptent pas ce traité.

- 31 octobre - 2 novembre[5] : début de la révolte des paysans roumains en Transylvanie conduite par Vasile Niclas Horea/Ursu (Hora), Juon Cloşca (Cloşca) et Crişan, l’abolition de la servitude personnelle n’étant pas étendue à la Transylvanie[6].

## Naissances
- 3 octobre : Johann Karl Ehrenfried Kegel (mort en 1863), agronome et explorateur allemand.
- 4 octobre : Panchón (Francisco González Díaz), matador espagnol († 8 mars 1843).
- 6 octobre : Charles Dupin (mort en 1873), mathématicien, ingénieur et homme politique français.
- 16 octobre : Johann Michael Voltz, graveur et peintre allemand († 17 avril 1858).
- 24 octobre : John Scott, journaliste, rédacteur en chef et éditeur écossais (†27 février 1821)